# Joodse begraafplaatsen (Wageningen)
Er zijn twee Joodse begraafplaatsen in de stad Wageningen in de Nederlandse provincie Gelderland. Van 1830 tot 1987 was er in Wageningen een zelfstandige joodse gemeente. Daarvoor en daarna behoorde ze tot de synagoge Arnhem.

## Oude Joodse begraafplaats
De oude Joodse begraafplaats ligt aan het Kerkhofpad tussen de Veerstraat en de Generaal Foulkesweg in het centrum van Wageningen. De begraafplaats is de oudste nog intact zijnde buiten de grote steden.

### Geschiedenis
De begraafplaats werd in 1669 aangelegd in een laagte die was ontstaan door zandafgraving aan de voet van de Wageningse Berg. In het begin van de negentiende eeuw werd de begraafplaats opgehoogd, nadat de bestaande stenen plat gelegd waren. Zo ontstond er een nieuwe begraafplaats op de al bestaande. Reden was waarschijnlijk de noodzaak tot uitbreiding. In 1874 werd de houten omheining vervangen door het huidige metalen hekwerk. Er was een metaarhuisje voor rituele lijkwassing. Na de sluiting van de begraafplaats in 1929 werd dit afgebroken. Een opvallende grafsteen is die van de Arnhemse dichteres Estella Hijmans-Hertzveld.
De in 1929 gesloten oude begraafplaats kreeg in 1967 de status van rijksmonument. In de jaren 1980 werd ze gerestaureerd.

### Afbeeldingen

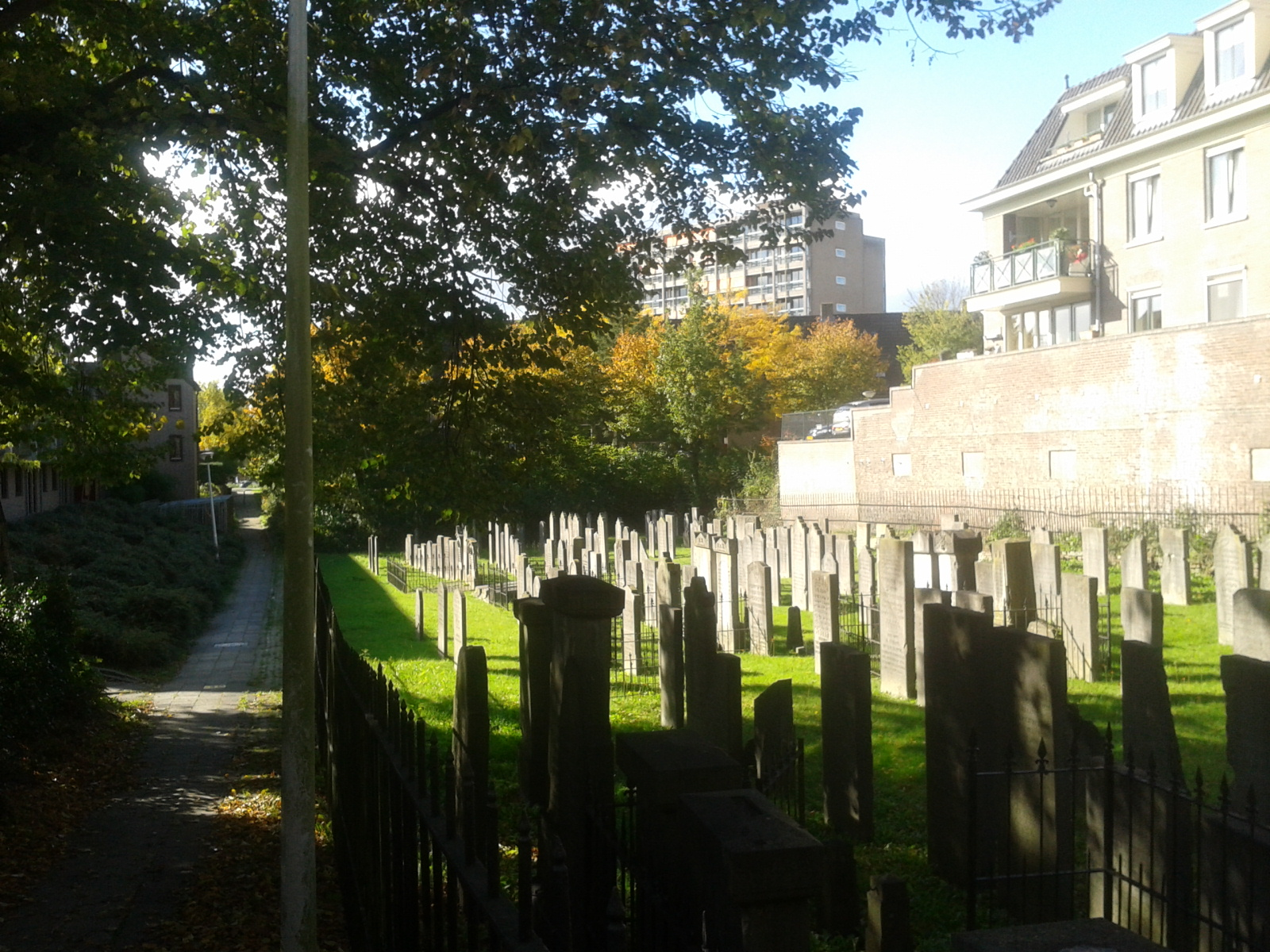
Ingeklemd tussen nieuwbouw
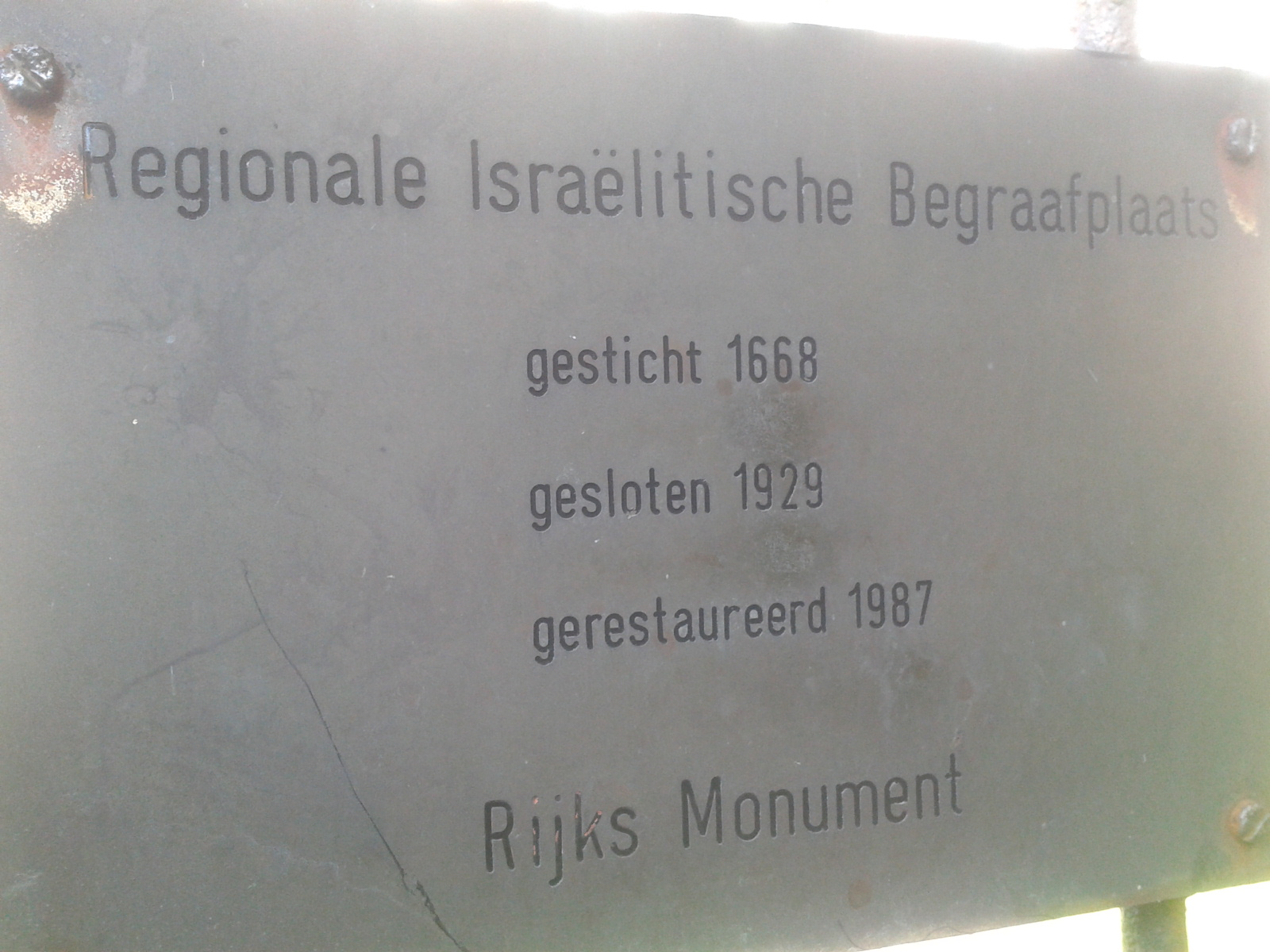
Bordje bij toegangshek
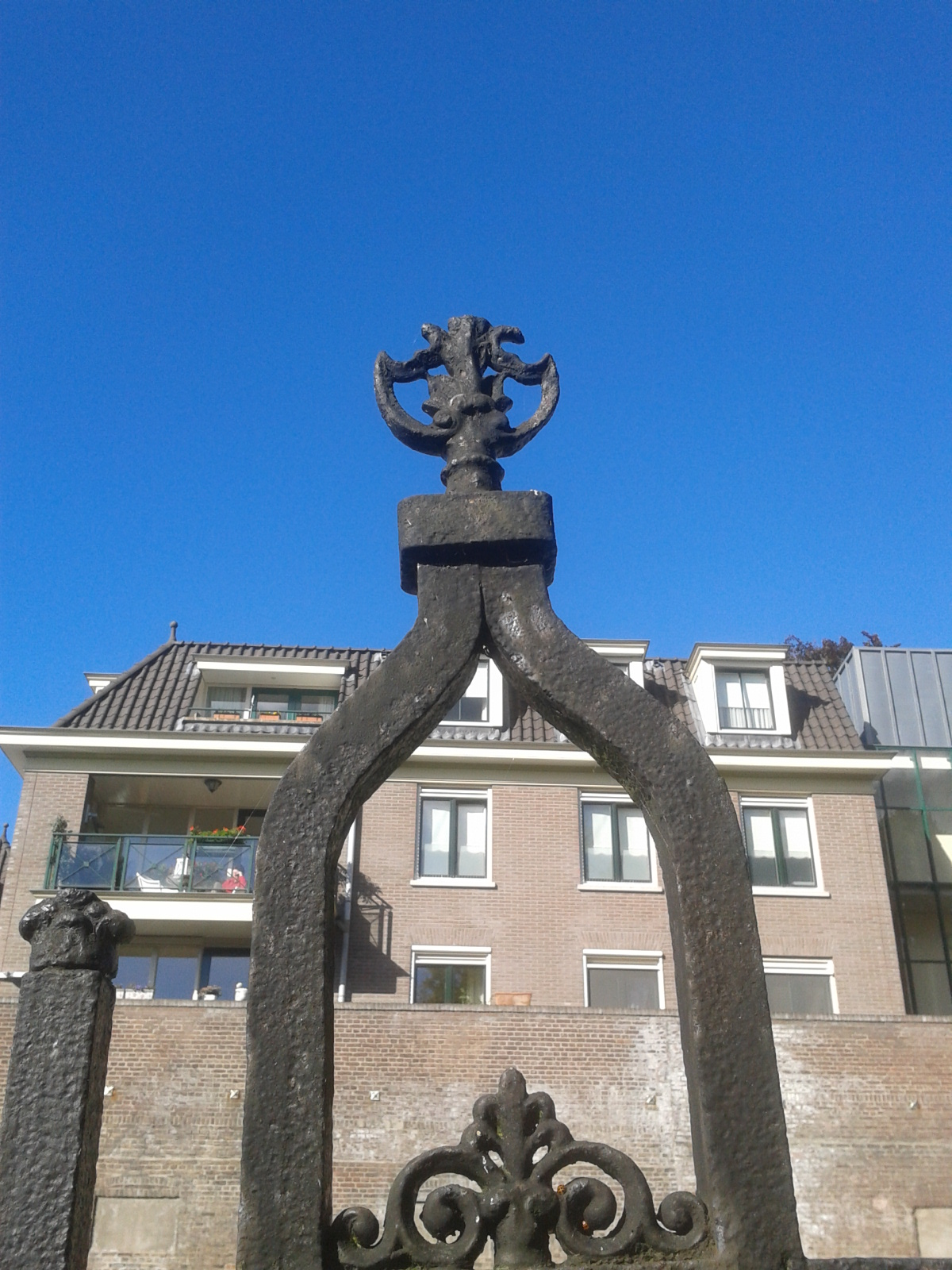
Ornament op toegangshek

## De nieuwe Joodse begraafplaats
De nieuwe begraafplaats is een onderdeel van de algemene begraafplaats Leeuwerenk, aan de Oude Diedenweg. Deze nieuwe Joodse begraafplaats is in gebruik vanaf 1913.

## Locaties
- Oude Joodse begraafplaats (Kerkhofpad): 51° 58′ 1″ NB, 5° 40′ 10″ OL
- Nieuwe Joodse begraafplaats (Oude Diedenweg): 51° 59′ 5″ NB, 5° 40′ 56″ OL